# Sigrid Holmström
Sigrid Maria Alexandra Holmström, född Lindberg 16 februari 1906 i Norsjö, död 9 mars 1984,  var en svensk restaurangchef, som förestod Sävargården i Umeå. Hon var också  förebild för pigan Ida Kristina i Lars Widdings roman Pigan och härligheten från 1978.

## Biografi
Sigrid Holmström växte upp under enkla förhållanden. När hon var tio år dog hennes mor, och de fyra syskonen utackorderades för 75 öre om dagen. När hon slutat skolan kom hon till en fröken Solander, prästdotter och lärarinna i Skellefteå, där hon fick hjälpa till i den stora trädgården. Hemmet var högkyrkligt, spartanskt, men månade om vällagad mat.
Efter några år i den miljön började hon ett nytt liv i Umeå, först som jungfru hos skogsförvaltaren vid Mo och Domsjö, Thorsten Hellström – förebild till patron Robert Sulliwan i ovan nämnda roman. I huset samlades stadens ledande kvinnor i kampen för kvinnlig rösträtt, men där hölls också åtskilliga festliga tillställningar, för upp till 135 sittande gäster. Mest känt är Thorsten Hellströms 50-årskalas 1924, då festföremålet bjöd in såväl kung Gustav V som prins Carl och kronprins Gustaf Adolf – i form av vaxfigurer Hellström köpt in efter vaxkabinettet Panoptikons konkurs tidigare under året.
| ”                  | Jag tror aldrig det har festats i Umeå stad, så som det gjorde på 20-talet fast det sades vara dåliga tider. (Bandinspelning 1971) | „ |
| – Sigrid Holmström | |   |

Efter tre år hos familjen Hellström, 19 år gammal, fick hon anställning som husa hos Nils Gustaf Ringstrand, landshövding i Västerbotten åren 1918–1919 och 1923–1931, och den som gett namnet åt Ringstrandska villan på Storgatan, granne med Scharinska villan och tvärs över gatan från Döbelns park och länsresidentet.

## Sävargården

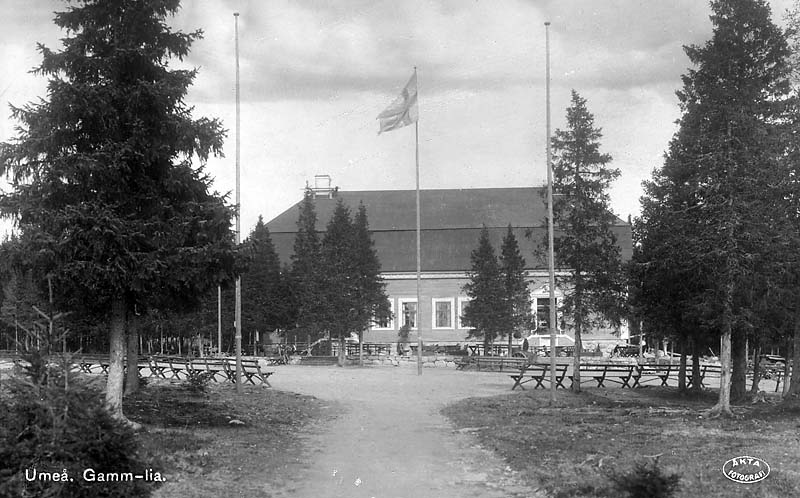
Sävargården på 1920-talet.

När driften av Sävargårdens restaurangrörelse 1948 togs över av Umeortens konsumtionsförening utsågs fru Sigrid Holmström till chef, en roll som också gjorde henne till föreståndare för vandrarhemmet i grannfastigheterna Jämtbölegården, Tväråmarksstugan och Lars Färgares gård.
Under hennes tid som restaurangchef (1948–1970) lades grunden till Sävargårdens goda renommé i matintresserade kretsar. Bland tillställningarna märks invigningen av Tandläkarinstitutet i Umeå den 13 september 1958, då Sigrid Holmström ansvarade för kungamiddagen – som ägde rum i Sporthallen, den enda lokal i Umeå som kunde hysa 804(!) gäster – med konung Gustav VI Adolf som gäst. Det var inledningen på en lång rad disputationsmiddagar, som ofta avhölls på just Sävargården.
Sigrid Holmström ansvarade också för banketten i sjukhusets matsal vid invigningen av Umeå universitet, 17 september 1965, då det bland annat serverades kalvbräss, spenatgratinerad röding och Sävargårdsbakelser – återigen med kung Gustaf VI Adolf som hedersgäst.
Sigrid Holmström satt på 1960-talet i styrelsen för Seminariet för huslig utbildning i Umeå (grundat 1948 och en föregångare till Institutionen för kostvetenskap vid Umeå universitet).

## Utmärkelser
För sin omvårdnad av västerbottnisk mattradition tilldelades hon 1978 Umeå kommuns kulturstipendium, Minervabelöningen , och 1981 även landstingets kulturstipendium.

## Egen berättelse
- Holmström, Sigrid (1975). ”I bolagshus och residens”. Västerbotten (Umeå. 1920) 1975:3,:  sid. 166–167 : ill.. 0346-4938. ISSN 0346-4938. Libris 10263207